# Блощва
Блощва (Cimicifuga) — рід 12-18 видів квіткових рослин, що належать до родини жовтецевих (Ranunculaceae). Фактично включений до роду чернець (Actaea). Відповідно в назві видів латиною замість Cimicifuga буде Actaea. Наприклад, прийнята назва рослини Cimicifuga dahurica тепер є Actaea dahurica 

Назва «Cimicifuga» з латинської означає «відлякувач блощиць».

## Види
- Cimicifuga americana
- Cimicifuga arizonica
- Cimicifuga biternata
- Cimicifuga brachycarpa

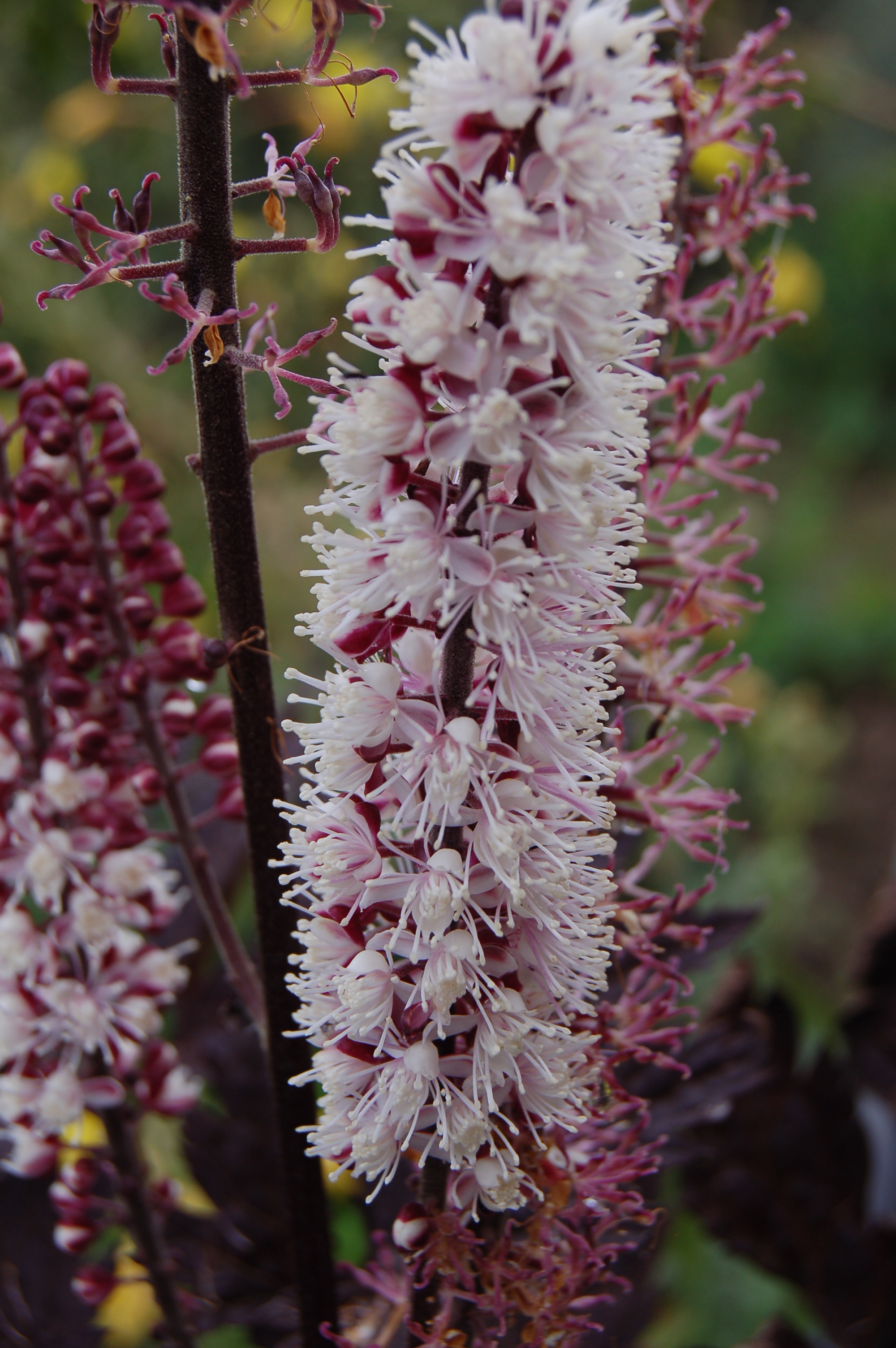
культурний сорт Cimicifuga Brunette

- Cimicifuga dahurica — трава Шенґ-ма , китайською (кит.: 升麻; піньїнь: Sheng ma)
- Cimicifuga elata
- Cimicifuga europaea — за старою назвою (до 1998) — блощва смердюча
- Cimicifuga foetida
- Cimicifuga heracleifolia — також засіб традиційної китайської медицини Шенґ-ма, китайською (кит.: 升麻; піньїнь: Sheng ma)
- Cimicifuga japonica
- Cimicifuga laciniata
- Cimicifuga nanchuanensis
- Cimicifuga racemosa
- Cimicifuga rubifolia
- Cimicifuga simplex
- Cimicifuga yunnanensis

## В фармакології
- Cimicifugae rhizoma — фармакологічний термін, що позначає лікувальну траву, в китайському травництві Шенґ-ма.